# Divisão de Honra da AF Braga
A Divisão de Honra da AF Braga é desde a época 2013/14 o segundo escalão de futebol distrital da Associação de Futebol de Braga. Até à época 2013/14 a Divisão de Honra era o escalão máximo da AF Braga, recebendo o seu vencedor o título de Campeão Distrital de Braga.
Entre 2020 e 2023 foi disputada em 3 séries, tendo-se em 2023-24 regressado ao formato de 2 séries com 16 equipas cada.

## Vencedores
Divisão de Honra
- 1994–95: CRP Delães
- 1995–96: Águias de Graça
- 1996–97: Maximionense
- 1997–98: Merelinense
- 1998–99: SC Maria da Fonte
- 1990–00: Fão
- 2000–01: Águias de Graça
- 2001–02: AD Oliveirense
- 2002–03: Cabeceirense
- 2003–04: Merelinense
- 2004–05: FC Amares
- 2005–06: Vieira
- 2006–07: GD Prado (série A) e Serzedelo (série B)
- 2007–08: Fão
- 2008–09: Santa Maria
- 2009–10: Caçadores das Taipas
- 2010–11: Vilaverdense FC
- 2011–12: Santa Eulália
- 2012–13: AD Ninense

Divisão de Honra - 2º Nível Distrital
- 2013–14: S.Paio D´Arcos FC e FC Amares
- 2014–15: Forjães SC e GD Travassós
- 2015–16: Esposende e Porto d'Ave
- 2016–17: Águias da Graça e Pevidém SC
- 2017–18: Santa Maria e Ribeirão
- 2018–19: Dumiense e Serzedelo
- 2019-20: Edição cancelada devido à Pandemia de COVID-19
- 2020-21: Ucha, Esporões e São Paio
- 2021-22: Esposende, AD Oliveirense e Celoricense
- 2022-23: Celeirós, Bairro e Selho

## Palmarés

### Divisão de Honra
| Clube                | Títulos |
| -------------------- | ------- |
| Águias de Graça      | 3       |
| Merelinense          | 2       |
| Fão                  | 2       |
| Santa Maria          | 1       |
| GD Prado             | 1       |
| Caçadores das Taipas | 1       |
| Santa Eulália        | 1       |
| AD Ninense           | 1       |
| Serzedelo            | 1       |
| Vilaverdense FC      | 1       |
| FC Amares            | 2       |
| Maria da Fonte       | 1       |
| Maximinense          | 1       |
| AD Oliveirense       | 1       |
| Cabeceirense         | 1       |
| CRP Delães           | 1       |
| Vieira               | 1       |
| S.Paio D´Arcos FC    | 1       |
| Forjães SC           | 1       |
| GD Travassós         | 1       |
| Esposende            | 1       |
| Porto d'Ave          | 1       |
| Pevidém              | 1       |

## Participantes 2014/15

### Série A
- Académico Futebol Clube de Martim
- Associação Desportiva de Carreira
- Associação Desportiva de Esposende
- Associação Recreativa e Cultural Águias de Alvelos
- Centro Desportivo e Cultural de Viatodos
- Dumiense Futebol Clube
- Forjães Sport Clube
- Futebol Clube de Tadim
- Futebol Clube de Roriz
- Grupo de Futebol Clube da Pousa
- Grupo Desportivo de Prado
- MARCA - Movimento Associativo de Recreio, Cultura e Arte
- Soarense Sport Clube
- Sporting Clube de Cabreiros
- União Desportiva São Veríssimo
- União Desportiva Vila Chã

### Série B
- Associação Cultural e Desportiva da Pica
- Centro Recreativo e Popular de Delães
- Clube Desportivo de Ponte
- União Desportiva de Calendário
- Desportivo de São Cosme
- Emilianos Futebol Clube
- Grupo Cultural e Desportivo de Regadas
- Grupo Desportivo da Pedralva
- Grupo Desportivo de Caldelas
- Grupo Desportivo de Travassós
- Grupo Desportivo do Gerês
- Grupo Desportivo do Louro
- Grupo Desportivo Recreativo Os Amigos de Urgeses
- Operário Futebol Clube de Antime
- Pevidém Sport Clube
- Ruivanense Atlético Clube